# Microgephyra brincki
Microgephyra brincki är en tvåvingeart som beskrevs av Lyneborg 1972. Microgephyra brincki ingår i släktet Microgephyra och familjen stilettflugor. Inga underarter finns listade i Catalogue of Life.